# Gesamtzusage
Die Gesamtzusage ist im Arbeitsrecht (dort auch vertragliche Einheitsregelung genannt) eine Zusicherung von zusätzlichen Leistungen des Arbeitgebers an die Belegschaft.
Die Arbeitnehmer erwerben einen einzelvertraglichen Anspruch auf die versprochenen Leistungen, die sie annehmen oder ablehnen können.
Eine ausdrückliche Annahme jedes Arbeitnehmers ist gem. § 151BGB entbehrlich.